# Olivier Pâques
Olivier Pâques (Ukkel, 14 december 1977) is een Belgische striptekenaar. Hij is de tekenaar van de stripreeks Loïs, bedacht door Jacques Martin.

## Carrière
Pâques studeerde aan het Sint-Lucas-Instituut in Brussel. Het was zijn buurman, de striptekenaar Pascal Zanon, die hem introduceerde bij Jacques Martin, die hem aannam in zijn studio. Hij assisteerde Christophe Simon bij het tekenen van de achtergronden in de serie Lefranc in de periode 2001-2002, te weten de verhalen De colonne en El Paradisio. Hierna vroeg Martin Pâques als tekenaar voor zijn historische stripreeks Loïs, waarvan het eerste album in 2003 verscheen. Dit album leverde hem in 2004 de Prix d'Avenir op in het stripfestival in Sint-Gillis. In 2006 verscheen het eerste album in de educatieve spin-off De reizen van Loïs eveneens door hem getekend.
In 2015 tekende Pâques de biografie van Leonardo da Vinci voor uitgeverij Glénat.
Pâques specialiseerde zich in het gedetailleerd tekenen van schepen. Zijn tekenstijl toont invloed van Jacques Martin, maar ook van bijvoorbeeld Jacques Denoël.
- Bibliothèque nationale de France: cb137616258 (data)
- Gemeinsame Normdatei: 1127778951
- International Standard Name Identifier: 0000 0000 7249 0679
- Library of Congress Control Number: no2016026798
- Système universitaire de documentation: 143709372
- Virtual International Authority File: 584145858076423021831
- WorldCat: E39PBJcgv4ftPdjYxCvygJJCcP